# Deutsche Kriegsgräberstätte Rshew
Die Deutsche Kriegsgräberstätte Rshew wurde 2002 eingeweiht und liegt an der Stadteinfahrt von Rschew am Oberlauf der Wolga. Bis 2014 wurden etwa 26.000 im Zweiten Weltkrieg gefallene deutsche Soldaten dorthin umgebettet. 

## Kriegsgeschehen um Rshew im Zweiten Weltkrieg
In der Schlacht von Rschew fanden im Zweiten Weltkrieg viele Zivilisten und Soldaten den Tod. Bei der Suche nach unbekannten Gräbern werden seit dem Beginn des 21. Jahrhunderts Umbettungen auf die Kriegsgräberstätte vorgenommen.

## Deutsche Kriegsgräberstätte Rshew
Die deutsche Kriegsgräberstätte wurde zusammen mit der russischen am 28. September 2002 eingeweiht. Auf Granitstelen sind die Namen der deutschen Gefallenen zur Erinnerung festgehalten.

## Verbindung mit der Sowjetischen Kriegsgräberstätte Rshew
Auf der gegenüberliegenden Straßenseite befindet sich die Sowjetische Kriegsgräberstätte Rshew mit 11.000 Kriegstoten. Eine Replik der Skulptur von Käthe Kollwitz „Trauernde Eltern“ wurde 2014 vor dem Friedhofstor der deutschen Kriegsgräberstätte aufgestellt. Die Skulptur der trauernden Eltern blickt auch auf die Gräber der Sowjetischen Kriegsgräberstätte.

## Versöhnung über den Gräbern
Deutsche und russische Jugendliche pflegen die Gräber beider Friedhöfe. Zwischen Gütersloh und Rshew besteht eine Städtepartnerschaft und eine Zusammenarbeit zwischen zwei Schulen. Von 1997 bis zum Angriff Russlands auf die Ukraine gab es vor Ort 2022 deutsch-russische Jugendbegegnungen. Das Motto war „Versöhnung über den Gräbern“.